# Germanismo
Los germanismos son los extranjerismos que proceden del alemán, y también cualquier vocablo, giro o modo de expresión procedente de las antiguas lenguas germánicas (como el franco en la Baja Edad Media y gótico en la Alta Edad Media).

## Germanismos en idioma español
Las lenguas germánicas comenzaron a influir en el latín vulgar hablado en todo el Imperio Romano debido al continuado contacto, tanto en tiempos de guerra como de paz, entre los pueblos germánicos y los romanos. Por ello, la mayoría de germanismos del español introducidos en esa época son compartidos con otras lenguas romances. Varios germanismos provienen del periodo de dominio visigodo en la península ibérica. 
Otra época en la que se introdujeron, fueron los siglos XIX y XX, época en que la lengua alemana tuvo mucha influencia en el mundo científico y cultural europeo. Por otro lado, se suelen utilizar en español palabras alemanas que se refieren a realidades propias de Alemania que no tienen una traducción generalizada, por ejemplo Reichstag o Bundestag.

### Ejemplos
De procedencia antigua
- -landia (de la terminación de Finlandia, Islandia, Jutlandia, etcétera, y esta del germánico -land 'país', 'tierra')
- álamo (del gótico *alms; confer nórdico almr 'olmo')
- albergar (quizá del gótico *haribaírgôn 'alojar una tropa')
- banda (quizá del gótico bandwō 'signo, bandera'; referido a un grupo de gente armada)
- bando (quizá del gótico bandwō 'signo, bandera'; referido a una facción, partido o parcialidad)
- bergante, berganta (del gótico brĭkan 'golpear', 'luchar')
- blanco, blanca (del germánico *blank; confer alto alemán antiguo blank)
- bao (del francés bau, este del francés antiguo balc 'viga', y este del franco *balk; confer alemán Balken, alto alemán antiguo balko)
- basta (del germánico *bastjan 'zurcir, coser')
- blao (del alto alemán antiguo blāo)
- bóveda (del germánico *buwhitha, derivado de bûan 'habitar', 'construir')
- bramar (quizá del gótico *bramôn; confer bajo alemán medio brammen, alto alemán antiguo brëman, inglés antiguo bremman)
- bregar (del gótico *brĭkan 'romper')
- brodio (del germánico *brod 'caldo')
- escanciar (del gótico *skankjan 'servir bebida'; confer alemán schenken)
- espeto (del gótico *spĭtus 'asador'; confer inglés antiguo spitu, neerlandés spit)
- espía (del gótico *spaíha)
- espuela (del antiguo espuera, y este del gótico *spaúra; confer nórdico spori y alto alemán antiguo sporo)
- falda (quizá del franco *falda 'pliegue'; confer alto alemán antiguo faldan 'plegar')
- fieltro (del germánico *filt)
- franco, franca (del germánico *frank 'libre, exento')
- fresco, fresca (del germánico *frĭsk 'nuevo', 'ágil')
- ganar (quizá del gótico *ganan 'codiciar', influido por el germánico *waidanjan 'cosechar'; confer nórdico gana 'desear con avidez', noruego gana 'mirar con ansia')
- ganso, gansa (del gótico *gans; confer alto alemán antiguo gans, neerlandés medio gans, inglés antiguo gôs)
- gasajar (del antiguo gasajo 'placer en compañía', y este del gótico *gasali 'compañía', derivado de *gasalja 'compañero'; confer alemán Geselle)
- guarán (del germánico *wranjo, -ons 'semental'; confer bajo alemán antiguo wrênjo, neerlandés medio wrêne)
- guarda (del germánico *warda 'acto de buscar con la vista', y este de *wardôn 'atender, prestar atención'; confer alto alemán antiguo warta)
- guardia (del gótico *wardja)
- guardián, guardiana (del gótico *wardjan, acusativo de *wardja)
- guarir (del germánico *warjan 'proteger')
- guay (del gótico wái, y este voz onomatopéyica, imitación del lamento; referido a la interjección ay)
- guerra (del germánico *werra 'pelea, discordia'; confer alto alemán antiguo wërra, neerlandés medio warre)
- guinda (quizá del germánico *wīksĭna; confer alto alemán antiguo wîshila; referido al fruto del guindo,; a la cosa que remata o culmina algo; a, en El Salvador, huida a la carrera; y a guindilla, referido al agente de policía de manera despectiva y coloquial)
- guisa (del germánico *wîsa; confer inglés wise, alemán Weise)
- hato (quizá del gótico *fata 'vestidos'; confer nórdico fot)
- marcar (quizá del italiano marcare; confer alto alemán antiguo merken 'notar', inglés antiguo mearcian 'anotar')
- parra (quizá del gótico *parra, -ans 'cercado, enrejado'; referido a la vid, y en especial la que está levantada artificialmente y extiende mucho sus vástagos)
- rico, rica (del gótico reiks)
- ropa (del gótico *raupa 'botín', y este derivado del germánico *raupjan 'pelar, arrancar'; confer alto alemán antiguo roufen, alemán raufen)
- rueca (del germánico *rŏkko)
- sacar (quizá del gótico sakan 'pleitear')
- teta (quizá voz expresiva; confer germánico *tĭtta, griego τίτθη títthē)
- tobaja (del germánico *thwahljô)
- turba (del francés tourbe, y este del franco *turba; confer alto alemán antiguo zurba, inglés antiguo turf, nórdico torf; referido al carbón fósil formado de residuos vegetales o al estiércol mezclado con carbón mineral)
- yelmo (del germánico *hĕlm; confer alto alemán antiguo e inglés antiguo hëlm).

De procedencia moderna
- -ol (del alemán -ol; referido al sufijo que forma nombres de aceites)
- acetilo (del alemán Acetyl, y este del latín acētum 'vinagre' y el alemán -yl '-ilo')
- acordeón (del alemán Accordion, nombre dado por su inventor en 1829)
- arabinosa (Arabinose)
- askenazí, askenazi, asquenazí, asquenazi (del alemán Ashkenazi)
- autólisis (del alemán Autolyse, y este de auto- 'auto-' y -lyse '-lisis')
- bandoneón (del alemán Bandoneon, acrónimo de H. Band, 1821-1860, músico que lo inventó, Harmonika 'armónica' y Akkordeon 'acordeón')
- berlín (de Berlín, ciudad alemana)
- bigote (quizá del alemán bei Gott 'por Dios')
- blocao (del alemán Blockhaus 'pequeña fortificación')
- broncoscopia, broncoscopía (del alemán Bronchoskopie, y este del griego βρόγχος brónchos 'tráquea, garganta' y -skopie '-scopia')
- bóxer (del alemán Boxer; referido al perro de presa de complexión fuerte y tamaño mediano, y pelo corto de color leonado)
- brindis (del alemán bring dir's 'yo te lo ofrezco')
- búnker (del alemán Bunker)
- burgomaestre, burgomaestra (del alemán Bürgermeister 'alcalde')
- burgrave (del alemán Burggraf, de Burg 'ciudad, villa' y Graf 'conde')
- chelín (del alemán Schilling, influido por chelín; referido a la unidad monetaria de Austria hasta la implantación del euro)
- creatinina (del alemán Kreatinin)
- cuarzo (del alemán Quarz)
- engrama (del alemán Engramm)
- entropía (del alemán Entropie, y este del griego ἐντροπή entropḗ 'cambio', 'giro' y el alemán -ie '-ía')
- enzima (del alemán Enzym)
- esquizofrenia (del alemán Schizophrenie, y este del griego σχίζειν schízein 'escindir', φρήν, φρενός phrḗn, phrenós 'mente' y el alemán -ie '-ia')
- éster (Ester)
- fagocito (del alemán Phagocyt, y este de Phago- 'fago-' y -cyt '-cito')
- fagocitosis (del alemán Phagocytosis, y este de Phagocyt 'fagocito' y -osis '-osis')
- falerística (del alemán Phaleristik)
- feldespato (del alemán Feldspat)
- fenotipo (del alemán Phaenotypus, hoy Phänotypus)
- gen (del alemán Gen)
- genotipo (Genotypus)
- germanio (del alemán Germanium, y este del latín Germania 'Germania', por ser alemán su descubridor, y el alemán -ium '-io')
- hámster (del alemán Hamster)
- káiser (del alemán Kaiser, este del alto alemán antiguo keisar, y este del gótico *kaisar)
- kindergarten (del alemán Kindergarten)
- landgrave (del alemán Landgraf)
- LSD (del alemán LSD, sigla de Lysergsäurediäthylamid 'dietilamida de ácido lisérgico')
- macrófago, macrófaga (del alemán Makrophage, y este de makro- 'macro-' y -phage '‒́fago')
- margrave (del alemán Markgraf, de Mark 'frontera' y Graf 'conde')
- masoquismo (del alemán Masochismus, de Leopold von Sacher-Masoch, 1836-1895, novelista austriaco, e -ismus '-ismo')
- moho (voz expresiva; confer portugués môfo, italiano muffa, alemán Muff)
- nacionalsocialismo (del alemán Nationalsozialist)
- nacionalsocialista (del alemán Nationalsozialist)
- nazi (del alemán Nazi, y este acortamiento de Nationalsozialismus 'nacionalsocialista')
- nazismo (del alemán Nazismus, y este acortamiento de Nationalsozialismus)
- neutrófilo, neutrófila (del alemán neutrophil, y este de neutro- 'neutro' y -phil '‒́filo')
- nibelungo, nibelunga (del alemán Nibelungen)
- niobio (del alemán Niobium, y este del latín Niŏbe 'Níobe', hija de Tántalo, por hallarse el niobio siempre junto al tántalo, y el alemán -ium '-io')
- níquel (del alemán Nickel)
- ozono (del alemán Ozon)
- pecblenda (del alemán Pechblende)
- pistola (del alemán Pistole)
- poliomielitis (del alemán Poliomyelitis, y este del griego πολιός poliós 'gris', μυελός myelós 'médula' y el alemán -itis '-itis')
- propano (del alemán Propan)
- purina (del alemán Purin)
- raba (de origen incierto; confer alemán Rogen 'huevas')
- radón (del alemán Radon, y este acrónimo de Radium 'radio' y -on '-ón')
- renio (del alemán Rhenium, y este del latín Rhenus 'el Rin' y el alemán -ium '-io')
- taxón, taxon (del alemán Taxon, y este de Taxonomie 'taxonomía' y -on '-ón')
- termita (del alemán Thermit; referido a la mezcla de limaduras de aluminio y de óxido de otro metal que por inflamación reduce el óxido)
- timina (del alemán Thymin, y este del griego θύμος thýmos 'timo', por haberse hallado en los tejidos de esta glándula, e -in '-ina')
- tixotropía (Thixotropie)
- valquiria,  (del alemán Walküre)
- vermú (del alemán Wermut 'ajenjo')

Calcos semánticos de palabras alemanas
- balonmano (de Handball)
- cosmovisión (de cosmo- y visión, por calco del alemán Weltanschauung)
- superhombre (de Übermensch)
- vivencia (de vivir, referido a tener vida, y -encia, voz formada por José Ortega y Gasset, 1883-1955, filósofo español, por traducción del alemán Erlebnis)

Palabras alemanas que se utilizan en español
- kitsch
- land
- leitmotiv
- lied